# جي بي دي والوني 2022
2022 جي بي دي والوني (بالفرنسية: Grand Prix de Wallonie 2022)‏ هو سباق دراجات هوائية من فئة  سباق يوم واحد، وهو الموسم الثاني والستين من جي بي دي والوني، وأقيم في 14 سبتمبر 2022 ضمن سباقات سلسلة سباقات الاتحاد الدولي للدراجات للمحترفين 2022.
فاز بالمركز الأول ماثيو فان دير بيل، وفاز بالمركز الثاني بينيام جيرماي، وفاز بالمركز الثالث غونزالو سيرانو.

## الفرق
| فرق عالمية (8)- Cofidis - AG2R Citroën Team - EF Education-EasyPost - Intermarché-Wanty-Gobert Matériaux - Israel-Premier Tech - Lotto-Soudal - Movistar Team - BikeExchange-Jayco فرق برو (7)- Alpecin-Deceuninck - بي آند بي هوتيلز 2022 ‏ - بنجوال باوليز ساوكس دبليو بي 2022 ‏ - سبورت فلاندرين بالويس 2022 ‏ - Arkéa-Samsic - TotalEnergies - أونو اكس برو سايكلنج تيم 2022 ‏ فرق قارية (5)- Van Rysel–Roubaix ‏ - Hagens Berman Jayco ‏ - Minerva Cycling Team ‏ - Sauerland NRW-SKS Germany ‏ - سوبرانو هام ايزوريكس 2022 ‏ |  |
| |  |

## التصنيف العام النهائي
| التصنيف العام         | التصنيف العام      | التصنيف العام                      | التصنيف العام | التصنيف العام |
| العداء                | العداء             | الفريق                             | الوقت         |               |
| --------------------- | ------------------ | ---------------------------------- | ------------- | ------------- |
| 1                     | ماثيو فان دير بيل  | Alpecin-Deceuninck                 | 4 س 55 د 26 ث |               |
| 2                     | بينيام جيرماي      | Intermarché-Wanty-Gobert Matériaux | + 0 ث         |               |
| 3                     | غونزالو سيرانو     | موفيستار                           | + 0 ث         |               |
| 4                     | ديلان تيونز        | إسرائيل - بريمير تيك               | + 1 ث         |               |
| 5                     | كوربين سترونغ      | إسرائيل - بريمير تيك               | + 1 ث         |               |
| 6                     | جاسبر فيليبسين     | Alpecin-Deceuninck                 | + 1 ث         |               |
| 7                     | ماريجن فان دن بيرغ | EF Education-EasyPost              | + 1 ث         |               |
| 8                     | Axel Zingle ‏       | Cofidis                            | + 1 ث         |               |
| 9                     | جاسبر دي بويست     | لوتو سودال                         | + 1 ث         |               |
| 10                    | وارن بارجويل       | اركيا سامسيك                       | + 1 ث         |               |
|                       |                    |                                    |               |               |
| مصدر: ProCyclingStats |                    |                                    |               |               |

## وصلات خارجية
- لمحة عن سباق جي بي دي والوني 2022 على موقع  ProCyclingStats   (برو  سايكلنج  ستاتس) - إحصاءات  محترفي  الدراجات.
- جي بي دي والوني 2022 على موقع إحصائيات الدراجات الإحترافية (الإنجليزية)